# Philippe de Montmorency, Graf von Hoorn

Philippe de Montmorency

Philippe II. de Montmorency-Nivelle, Graf von Hoorn, Baron d’Altena, (* zwischen 1518 und 1526; † 5. Juni 1568 in Brüssel) war ein niederländischer Admiral und Freiheitskämpfer aus dem Geschlecht der Montmorency. Er war Ritter des Ordens vom Goldenen Vlies.

## Biografie
Siehe auch: Stammliste der Montmorency
Philippe war der Sohn Josephs de Montmorency, Seigneur de Nivelle († 1530) und der Anna von Egmond (1504–1574). Nach seines Vaters Tod heiratete die Mutter den Grafen Johann II. von Hoorn, der die Kinder adoptierte. Sie trugen fortan seinen Namen. Philipps Bruder war Floris van Hoorn (nicht aus Hoorn (Nordholland), sondern aus der Grafschaft Hoorn bei Weert in Limburg), Baron de Montigny, Seigneur de Leuze (1528–1567) der in Spanien hingerichtet wurde. Anna von Egmond (1533–1558), die gleichnamige Nichte seiner Mutter, war die Frau Wilhelms des Schweigers von Oranien-Nassau (1533–1584).
Philippe war während der Regierung der Margarete von Parma Mitglied des Staatsrates. Im Jahr 1546 (Verlobung 1540) heiratete er Anna Walburga von Neuenahr (1522–1600). 1562 vereinigte er sich mit Lamoral Graf Egmond und Wilhelm dem Schweiger zur Adelsopposition gegen Kardinal Granvelle (1517–1586), der spanische Truppen und die Spanische Inquisition in die Niederlande gebracht hatte. Auch als Granvelle zurücktrat, hörten die drei nicht auf, gegen die spanische Willkürherrschaft in den Niederlanden zu kämpfen.
Als der Herzog von Alba 1567 Margarethe von Parma als Statthalter ablöste, brachte sich Wilhelm von Oranien in die von ihm verwaltete Provinz Holland in Sicherheit, während Egmond dem Spanier vertrauensselig nach Luxemburg entgegenzog. Hoorn nahm daran und an den anschließenden Empfängen in Brüssel nicht teil, ließ sich aber von den Versicherungen Egmonds beruhigen und kam bald hinzu. Hoorns Schwager Antoine II. de Lalaing, Graf von Hoogstraten, wurde ebenfalls herbeizitiert, aber durch einen glücklichen Zufall an der Reise gehindert.
Alba ließ sodann die Grafen Egmond und Hoorn als Führer des Widerstands verhaften und enthaupten. Seine Verwandten Graf Hermann von Neuenahr, Antoine II. de Lalaing, Comte de Hoogstraten († 1568), und seine Mutter Anna von Egmond hatten sich in schriftlichen Eingaben an Kaiser Maximilian II., König Philipp II. von Spanien, Herzog Alba, die vier rheinischen Kurfürsten, alle Kurfürsten und den Westfälischen Reichskreis erfolglos für ihn eingesetzt. Die Hinrichtung verursachte große öffentliche Empörung und war der Beginn des Achtzigjährigen Krieges gegen die Spanier.

## Trivia
- Der Asteroid (13112) Montmorency[5] trägt seit 2009 seinen Namen.